# Dimethoxymethaan
Dimethoxymethaan, vaak methylal genoemd, is een heldere, kleurloze en licht ontvlambare vloeistof met een prikkelende geur en een laag kookpunt. Het is het dimethylacetaal van formaldehyde. Het wordt veel gebruikt als oplosmiddel of verdunner.

## Synthese
Dimethoxymethaan kan bereid worden door de reactie van formaldehyde (methanal) met methanol, of door de oxidatie van methanol, waarbij een deel van de methanol reageert met het al gevormde formaldehyde. Bij de bereiding is een zure katalysator nodig.

## Toepassingen
Dimethoxymethaan wordt vooral gebruikt als oplosmiddel of verdunner. Het wordt gebruikt bij de bereiding van parfums, kleefstoffen, beschermingslagen, verfverwijderaars, smeermiddelen en reinigingsmiddelen.
Het is toegelaten als aromastof in levensmiddelen.
Dimethoxymethaan en cyclopentaan vormen een azeotroop mengsel met ca. 68 gewichtsprocent dimethoxymethaan en 32 gewichtsprocent cyclopentaan. Het kookpunt van dat mengsel bedraagt ca. 39,5 °C. Mengsels met ongeveer deze samenstelling zijn voorgesteld als alternatief, niet-ozonafbrekend blaasmiddel voor de productie van polyurethaanschuimen.

## Toxicologie en veiligheid
Dimethoxymethaan is een zeer vluchtige en licht ontvlambare stof, en kan explosieve dampmengsels met lucht vormen.
Blootstelling aan de stof kan ogen, keel of neus irriteren. De stof kan effecten hebben op het centraal zenuwstelsel. Blootstelling aan een hoge concentratie kan bewusteloosheid (vooral door verdringen van zuurstof in het ademmengsel) tot gevolg hebben. De vloeistof ontvet de huid.